# Saint-Georges-les-Bains

Saint-Georges-les-Bains este o comună în departamentul Ardèche din sud-estul Franței. În 1 ianuarie 2022 avea o populație de 2.415 de locuitori.